# آستان قدس رضوی
آستان قدس رضوی سازمانی شبه‌دولتی در ایران است که در شهر مشهد مستقر است. آستان قدس رضوی به مجموعهٔ حرم، دستگاه‌ها، نهادها، ادارات فرهنگی، شرکت‌های صنعتی متعلق به این مجموعه گفته می‌شود. بخش‌های اقتصادی این سازمان درآمد و سودآوری بالایی دارند؛ زیرا از طرفی از پرداخت مالیات معاف‌اند و از طرفی دیگر از امتیازاتی همچون اراضی و املاک موقوفاتی بهره‌مند هستند. رهبر جمهوری اسلامی تولیت این سازمان را منصوب می‌کند. این سازمان به‌دلیل فعالیت‌های اقتصادی و مالی گسترده و البته ناشفاف که به هیچ سازمان نظارتی و بازرسی مستقل نیز پاسخگو نیست، لقب «امپراتوری مالی رهبر جمهوری اسلامی» را گرفته است. شبکهٔ مالی و البته تاریک آستان قدس با استفاده از ارز و امکانات دولتی از نفت و گاز و داروسازی تا دامپروری و هولدینگ‌های بزرگ کشاورزی و حتی خودروسازی را زیر سلطهٔ خود درآورده است. در ۱۳ ژانویه ۲۰۲۱ آستان قدس رضوی در فهرست تحریم‌های وزارت خزانه‌داری آمریکا قرار گرفت.

## تاریخچه
تولیت آستان قدس از آغاز دوره صفوی و رسمی شدن مذهب تشیع در ایران اهمیت یافت و مسئول آن توسط پادشاه وقت تعیین می‌شد. مشهور است که مأمون عباسی (م. ۲۱۸ق) پیش از کشته شدن علی بن موسی الرضا قبه‌ای بر فراز مقبره هارون‌الرشید ساخته بود که علی‌بن موسی‌الرضا پس از درگذشت، زیر همان قبه دفن شد. اکنون نیز ۲ متر از دیوار حرم که بنای آن منسوب به مأمون است، به جاست و بقیه بنا روی همان دیوار قرار دارد. پس از آن تا روزگار دیلمیان، این بنا به حال خودش رها شده بود و دوباره در دورهٔ حکومت پهلوی، مرمت و احیای آستانه قدس رضوی در زمان حکومت محمدرضا شاه پهلوی (طبق گفته‌های خود او در کتاب پاسخ به تاریخ) به اوج خودش رسید و هزینهٔ مرمت آن مرهون نذور وجوه شیعیان بوده است که محمدرضا شاه پهلوی خود جزوی از آنان بوده است. (ناگفته نماند که محمدرضا شاه پهلوی به هزینهٔ شخصی خودش هزینهٔ مرمت و احیای ابنیه و مرقدهای مذهبی بسیاری را نیز داده است) پس این مسلم بوده که زیارت حرم در آن زمان میان شیعیان رواج داشته است. پس از انقلاب ۱۳۵۷ ایران انتخاب تولیت برعهدهٔ رهبر جمهوری اسلامی گذاشته شد. تولیت آستان قدس رضوی از ابتدای انقلاب به حکم روح‌الله خمینی با عباس واعظ طبسی بود که با درگذشت او و با حکم سید علی خامنه‌ای از تاریخ ۱۷ اسفند ۱۳۹۴ تولیت این آستان به سید ابراهیم رئیسی، سپس از سال ۱۳۹۸ به احمد مروی واگذار شد.
عمدهٔ فعالیت‌های آستان قدس رضوی تا پیش از انقلاب ۱۳۵۷، بسیار محدود بود. جمع‌آوری نذورات مردم و توزیع بین نیازمندان از وظایف آستان قدس رضوی شناخته می‌شد. اموال وقفی این آستان هم اغلب زمین‌های اطراف مقبرهٔ امام هشتم شیعیان، به‌همراه برخی مغازه‌های اطراف و حاشیهٔ حرم بود. بعد از انقلاب ۵۷، فعالیت‌های این مجموعه به‌حدی بزرگ و گسترده شد که اکنون به عنوان بزرگ‌ترین مجموعهٔ وقفی جهان اسلام شناخته می‌شود. این مجموعه چه به لحاظ اموال وقفی و چه به لحاظ فعالیت‌های اقتصادی و تجاری، تا اندازه‌ای رشد کرده که هم‌اکنون با هزاران میلیارد گردش مالی، لقب امپراتوری مالی آستان قدس را به خود گرفته است. آستان قدس رضوی در زمینه‌های اقتصادی عمران و ساختمان‌سازی، مالی و تجاری، کشاورزی و دامپروری، غذایی و دارویی، صنعت و معدن، خودروسازی، انرژی و نفت و گاز، فناوری اطلاعات و ارتباطات، آموزشی، فرهنگی و رسانه‌ای، پزشکی و داروسازی فعالیت دارد. بیش از نصف زمین‌های مشهد، عرصه‌های موقوفه آستان قدس هستند که به این نهاد اجاره پرداخت می‌کنند و علاوه‌بر این، در زمان خرید و فروش این املاک، درصد بالایی از ثمن معامله، به حساب آستان قدس رضوی واریز می‌شود. املاک موقوفه فقط در مشهد نیستند، بلکه در استان‌های خراسان رضوی، شمالی و جنوبی، تهران، قزوین، آذربایجان‌های شرقی و غربی، اصفهان، یزد، کرمان، مازندران، فارس، گلستان، گیلان، سمنان، خوزستان و همچنین کشورهای افغانستان و آذربایجان پراکنده است. بر اساس آخرین آمارهای منتشر شده، آستان قدس فقط در شهر مشهد، بیش از ۳۵۰ هزار مستأجر دارد.

## ساختار
آستان قدس رضوی یکی از بزرگ‌ترین نهادهای موقوفاتی اسلامی است. مدیریت کلیه نذورات و موقوفات امام هشتم شیعیان برعهدهٔ آستان قدس است. گزارش‌های بسیاری مبنی بر این است که آستان قدس با وجود فعالیت‌های اقتصادی فراگیرش به دولت مالیات نمی‌دهد ولی بنابر ادّعای تولیت این آستان، با اینکه این نهاد معافیت‌نامه‌ای از روح‌الله خمینی دارد، مالیات تکلیفی، مالیات ارزش افزوده و مالیات عملیاتی، جمعی و خرجی را پرداخت کرده و علاوه‌بر پرداخت مالیات، چندین برابر در مناطق محرومی که رسیدگی به آن‌ها وظایف دولت است، هزینه می‌کند. بیش از ۱۳ هزار هکتار از مساحت ۳۱ هزار هکتاری شهر مشهد، یعنی بیشتر از ۴۹ درصد از کل مساحت شهر، جزء موقوفات آستان قدس رضوی است. با این حال، این موقوفات محدود به مشهد و خراسان نیست و آستان قدس در سرتاسر ایران، زمین باغ، چاه و قنات دارد؛ از آذربایجان شرقی و غربی و گلستان و گیلان تا تهران و سمنان و یزد وکرمان. ۳۰۰ هزار مستأجر در اراضی موقوفی خود دارد و برآوردهایی است که ارزش تقریبی زمین‌های آستان را در حدود ۲۰ میلیارد دلار تخمین می‌زند. سابقهٔ تاریخی آستان قدس و تولیت آن که در ۳۵ سال گذشته با نام عباس واعظ طبسی گره خورده، به زمان صفوی‌ها برمی‌گردد. در آن زمان شاهان، تولیت آستان را برمی‌گزیدند، اکنون ولی فقیه عهده‌دار این کار است؛ امّا با وجود سابقه چند صد ساله آستان، در دوران تولیت عباس واعظ طبسی بود که حریم آستان از حرم امام رضا بسیار فراتر رفت و بدل به نهادی شد که منتقدان، آن را «امپراتوری آستان» و تولیتش را «والی خراسان» لقب داده‌اند. این بنیاد با استفاده از نذورات و موقوفات مردمی اهدا شده از تردد سالانه بیش از ۳۰ میلیون زائر حرم علی بن موسی الرضا و درآمدهای شرکت‌ها و مؤسسات وابسته به سازمان اقتصادی رضوی، تأمین مالی می‌شود. مساحت چشم‌گیری از زمین‌های قابل کشت در مشهد و اطراف آن و سایر شهرهای ایران نظیر تهران، قزوین، اصفهان، دامغان، سمنان، یزد و کرمان، متعلق به آستان قدس رضوی است. ارزش تقریبی این زمین‌ها تا حدود ۱۲۰ میلیارد دلار تخمین زده شده است.

### بنیاد بهره‌وری موقوفات آستان قدس رضوی
بنیاد بهره‌وری موقوفات مسئول سر و سامان دادن به شبکهٔ پیچ در پیچ اقتصادی آستان است. آن طور که خود می‌گوید این سازمان مدیریت ۸۹ شرکت و مؤسسه را برعهده دارد که در ۴۴ مورد بیشتر از ۵۰ درصد سهام را در اختیار دارد. سابقهٔ بعضی از این شرکت‌ها که موقوفی هستند، به دهه‌ها پیش برمی‌گردد؛ امّا در دهه ۱۳۷۰ و اوایل ۱۳۸۰ خورشیدی بود که شرکت‌های قدیمی‌تر سر و شکل یا نام تازه گرفتند و شرکت‌های جدید، برای «تأمین و ایجاد مالی و اقتصادی مطمئن برای فعالیت‌های فرهنگی و اهداف عالی» آستان زنجیروار ایجاد شدند. سال ۱۳۷۷ فعالیت‌های اقتصادی آستان رسماً از دیگر فعالیت‌ها جدا شد و در پی آن سازمان اقتصادی رضوی در اوایل سال ۱۳۸۳ ثبت شد. در حال حاضر این مؤسسه که تعداد کارکنان آن به حدود ۱۲ هزار نفر می‌رسد، برای کسب عنوان «بزرگ‌ترین مجموعه اقتصادی ایران» با قرارگاه خاتم‌الانبیا متعلق به سپاه پاسداران و بنیاد تعاون ناجا وابسته به نیروی انتظامی رقابت می‌کند. سازمان اقتصادی به گفته خود آستان قدس رضوی «یکی از بزرگ‌ترین هولدینگ‌های اقتصادی ایران به‌ویژه در شرق کشور» به‌شمار می‌آید. فعالیت اقتصادی این سازمان به چند حوزه تقسیم می‌شود که شرکت مادر مسئولیت هر حوزه را با شرکت‌های زیرمجموعه‌اش برعهده دارد:
1. عمران و ساختمان
2. مالی و تجاری
3. کشاورزی و دامپروری
4. صنایع غذایی و دارویی
5. صنعت و معدن
6. خودروسازی
7. انرژی
8. کسب و کارهای نوین

فراگیر بودن فعالیت‌های اقتصادی آستان آن را به مجموعه‌ای تبدیل کرده که به نظر می‌آید قادر است تقریباً در هر زمینه‌ای خود نیازهایش را تأمین کند. همین باعث شده که منتقدانش آن را به «کشوری مستقل و خودکفا» تشبیه کنند. معاف بودن این شرکت‌ها از مالیات حتی صدای نمایندگان محافظه‌کاری مانند احمد توکلی را هم درآورده که می‌گوید: «همهٔ شرکت‌های تولید فرش یا خودروسازی یا داروسازی یا صنایع غذایی کشور، مکلف هستند ۲۵ درصد سود سالانه خود را به عنوان مالیات بپردازند، امّا شرکت تولید فرش رضوی یا داروسازی ثامن یا شهاب خودرو یا شرکت‌های صنایع غذایی رضوی از این هزینه معاف‌اند و بنابراین می‌توانند بدون بهره‌وری بالاتر، قیمت محصولات خود را پایین‌تر از رقبا قرار دهند. بگذریم از اینکه بیشتر این شرکت‌ها از زمین‌های وقفی یا کم اجاره و تسهیلات بانکی ارزان‌قیمت استفاده می‌کنند که در نتیجه، حاشیهٔ سود آن‌ها را بالاتر برده و رقابت را نابرابرتر می‌کند.»

## شرکت‌های زیرمجموعهٔ بنیاد بهره‌وری موقوفات

### حوزهٔ عمران و ساختمان
1. شرکت صنایع، معادن و عمران رضوی
2. شرکت مسکن و عمران قدس رضوی
3. شرکت مهندسان مشاور و شهرسازی آستان قدس رضوی
4. شرکت مهندسی آب و خاک قدس رضوی
5. شرکت کارخانجات بنای سبک قدس رضوی

فعالیت‌های عمرانی و راه‌سازی آستان قدس که زمانی محدود به حرم و مشهد و نهایتاً خراسان بود، اکنون به خارج از ایران هم رسیده است. به گفتهٔ مسئولان سازمان در اوایل سال ۱۳۹۴ حدود دو میلیون متر مربع پروژهٔ جدید عمرانی در حوزه‌های مختلف از سوی آستان در حال اجراست. تابستان سال ۱۳۹۳ هم یکی از مسئولان شرکت مسکن و عمران قدس رضوی گفت که آستان قدس در ۳۶ سال گذشته، ۱۳۰ پروژهٔ عمرانی و ساختمانی انجام داده که بیش از ۱۰۰ مورد به بهره‌برداری رسیده است. فرودگاه بین‌المللی سرخس، بخشی از راه‌آهن مشهد-بافق، آزادراه شمالی مشهد، پارکینگ طبقاتی صحن رضوی، ساخت مراکز تجاری بزرگی مانند مشهد مال بخشی از پروژه‌های داخلی عمران و ساختمان آستان قدس بود که با سر کار آمدن تولیت جدید، اعلام شد که آستان قدس از این دسته فعالیت‌های اقتصادی‌ای که هیچ رابطه‌ای با اقتصاد مقاومتی و ماهیت آستان قدس ندارد، خارج می‌شود. تابستان سال ۱۳۹۳ شرکت مسکن و عمران قدس رضوی اعلام کرد که این مؤسسه برای حضور در فعالیت‌های برون مرزی «شرکت بین‌المللی عمران رضوی» اقدام کرده و دامنه فعالیت‌های خود را در خارج از مرزهای ایران گسترش داده است. از جمله پروژه‌های خارجی این شرکت ساخت پل راه‌آهن روی رودخانهٔ فرات به طول هزار متر در کشور سوریه عنوان شده است.

### حوزهٔ مالی و تجاری
۱. مؤسسه اعتباری رضوی

مؤسسه اعتباری رضوی با هدف حمایت از مؤسسات این تشکیلات و رفع مشکلات مالی شرکت‌های تابعه آستان قدس راه‌اندازی شده است. خدمات و تسهیلات این مؤسسه مختص کارکنان و شرکت‌های آستان قدس است و بیش از هفت هزار نفر از کارکنان شاغل و بازنشستگان مجموعه در این مؤسسه حساب دارند. حقوق حدود ۷۰۰ نفر از کارکنان و بازنشستگان آستان قدس رضوی از سوی این مؤسسه پرداخت می‌شود.
۲. شرکت کارگزاری رضوی

شرکت کارگزاری رضوی، بورس کالا و اوراق بهادار آستان قدس است. مشاوره و خدمات مالی و سرمایه‌گذاری به ویژه در حوزه انرژی از فعالیت‌های اصلی این شرکت به‌شمار می‌آید. به گفته مدیر عامل شرکت کارگزاری رضوی، این شرکت در سال ۱۳۹۳ حدود ۹ هزار میلیارد ریال اوراق بهادار و مشارکت خرید و فروش کرده است. شرکت کارگزاری رضوی عمدتاً در چهار حوزه پتروشیمی، قیر و فراورده‌های نفتی، کشاورزی و صنعت و معدن فعال است.
۳. منطقه ویژه اقتصادی سرخس

منطقه ویژه اقتصادی سرخس به وسعت ۵۲۰۰ هکتار در مرز ترکمنستان و نزدیک شهر سرخس بنا شده است. اولویت فعالیت این منطقه که مجوز تأسیس آن در سال ۱۳۷۵ صادر شد، ترانزیت کالا و انبارداری عنوان شده است. به گفته مدیرعامل منطقه ویژه اقتصادی سرخس، آستان قدس رضوی برای راه‌اندازی واحدهای صنعتی و تأمین زیرساخت‌های منطقه بیش از ۵۰۰ میلیارد تومان هزینه کرده است. سرمایه‌گذاری بخش خصوصی در این منطقه هم حدود ۳۷۰ میلیارد تومان برآورد شده است. به گفته مسئولان منطقه ویژه سرخس در ۹ ماه اول سال ۱۳۹۴ حدود ۵۰ هزار تن کالا صادر کرده که گفته می‌شود در مقایسه با مدت مشابه سال قبل ۱۰ برابر افزایش یافته است.

### حوزهٔ کشاورزی و دامپروری
1. شرکت کشاورزی رضوی
2. شرکت کشاورزی و موقوفات چناران
3. شرکت کشت و صنعت اسفراین
4. شرکت کشت و صنعت انابد
5. شرکت کشت و صنعت سرخس
6. مؤسسه باغات آستان قدس رضوی
7. مؤسسه کشت و صنعت مزرعه نمونه
8. مؤسسه موقوفات و کشاورزی جنوب خراسان
9. مؤسسه موقوفات و کشاورزی سمنان
10. شرکت صنایع دامپروری و لبنی رضوی

علاوه‌بر زمین‌های کشاورزی و تأسیسات دامپروری، حجم قابل توجهی از چاه‌ها، قنات‌ها و آب‌های زیرزمینی در سرتاسر ایران وقف آستان قدس رضوی است. بر اساس برآوردها، آستان قدس رضوی حدود ۴۰۰ هزار هکتار باغ و زمین کشاورزی در اختیار دارد. این موقوفات منحصر به خراسان نیست و در مناطق مختلف ایران از جمله استان‌های شمالی، کرمان، یزد، قزوین، تهران، فارس و اصفهان پراکنده است. به گفتهٔ سرپرست مؤسسه کشاورزی رضوی، سالانه ۳۰ هزار تن انواع محصولات کشاورزی و دامی در این مؤسسه تولید می‌شود. مؤسسه دامپروری قدس رضوی بیش از ۱۳۰۰۰ رأس گاو دارد و می‌گوید ۲۵ درصد شیر صنعتی استان خراسان را تولید می‌کند. سرپرست مؤسسه باغات آستان قدس رضوی هم می‌گوید که حدود ۷۰۰ هکتار از اراضی شهر مشهد و حومه آن را باغات موقوفه آستان تشکیل می‌دهد.

### حوزهٔ غذایی و دارویی
1. شرکت نان قدس رضوی
2. شرکت آرد قدس رضوی
3. شرکت خمیرمایه رضوی
4. شرکت فراورده‌های غذایی رضوی
5. شرکت صنایع دامپروری و لبنی رضوی
6. شرکت قند آبکوه
7. شرکت قند تربت حیدریه
8. شرکت قند چناران
9. شرکت داروسازی ثامن
10. شرکت داروسازی شیراز سرم
11. شرکت سامان داروی هشتم

فعالیت‌های آستان قدس در حوزهٔ صنایع غذایی بیش از هر چیز با نان قدس رضوی شناخته می‌شود. به گفتهٔ سرپرست این شرکت، دوازده درصد محصولات کیک و شیرینی ایران توسط نان رضوی تولید می‌شود. شرکت نان قدس بیش از ۹۰ نوع محصول تولید می‌کند و در ۸ ماه اوّل سال ۱۳۹۴ خورشیدی هزار و ۷۰۰ تن محصول به ارزش ۳ میلیون دلار صادر کرده است. نان قدس در کشورهای حاشیه خلیج فارس و آسیای میانه هم نمایندگی دارد. در کنار نان قدس، شرکت خمیرمایه رضوی قرار دارد که به گفتهٔ مسئولانش یک‌چهارم خمیرمایه ایران را تأمین می‌کند و بیش از ۵۰ درصد از محصولاتش را به خارج از ایران صادر می‌کند. صنایع غذایی رضوی محدود به نان و خمیرمایه نمی‌شود. شرکت لبنی رضوی نیمه اوّل سال ۱۳۹۴، حدود هشتصد تن انواع محصولات لبنی صادر کرده است. علاوه‌بر این موارد، شرکت فراورده‌های غذایی رضوی کنسرو و کمپوت‌های ممتاز و نوشیدنی‌های تقدیس را تولید می‌کند. به گفتهٔ مدیرعامل شرکت فراورده‌های غذایی رضوی، این شرکت در ۵ ماه اوّل سال ۱۳۹۴، هزار و ۷۰ تن محصول صادر کرده است.

### حوزهٔ صنعت و معدن
۱. شرکت تهیه و تولید فرش آستان قدس رضوی
شرکت فرش آستان قدس رضوی مدّعی است که یکی از بزرگ‌ترین تولیدکنندگان فرش دستباف در ایران است که سالانه حدود ۶ هزار مترمربع فرش دستباف نفیس تولید می‌کند. مسئولیت اصلی این شرکت تأمین فرش برای آرامگاه علی بن موسی الرضا است، امّا مجاز است محصولاتش را بفروشد یا صادر کند.
۲. شرکت نخریسی و نساجی خسروی خراسان
۸۵ درصد از شرکت هشتاد ساله نخ‌ریسی و نساجی خسروی خراسان متعلق به آستان قدس رضوی است. مسئولان آن ادّعا می‌کنند که در حوزهٔ ریسندگی و بافندگی رتبهٔ اوّل را در خراسان دارد و در کل کشور در میان ده شرکت اوّل نساجی است.
۳. شرکت کارخانجات صنایع چوب آستان قدس رضوی
ارزش پروژه‌های شرکت کارخانجات صنایع چوب آستان قدس رضوی در سال ۱۳۹۲ بیش از ۵ میلیارد تومان برآورد شده است. در سال ۱۳۹۴ این شرکت علاوه‌بر پروژه‌هایی در آرامگاه خمینی و حرم علی بن ابی‌طالب در نجف، در تعدادی هتل هم پروژه‌هایی در دست اجرا دارد.
۴. شرکت معادن قدس رضوی
فعالیت اصلی شرکت معادن قدس رضوی بر تولید و تأمین سنگ متمرکز است. اوایل دهه هشتاد خورشیدی شرکت گرانیت قدس رضوی که در حوزهٔ تولید سنگ‌های گرانیت و تزیینی فعالیت داشت، در اختیار شرکت معادن قدس قرار گرفت. این شرکت اکنون ۱۰ معدن سنگ گرانیت دارد. به گفتهٔ سرپرست شرکت معادن قدس رضوی در ۶ ماه اوّل ۱۳۹۴ بیش از ۲۶ هزار مترمربع سنگ نما در این شرکت تولید شده است. آرامگاه فردوسی در مشهد، ترمینال مسافربری مشهد و ایستگاه زیرگذر و روگذر قطار شهری مشهد از جمله پروژه‌هایی است که تأمین سنگ آن برعهدهٔ این شرکت بوده است. در ۱۳ ژانویه ۲۰۲۱ وزارت خزانه‌داری آمریکا این شرکت را به همراه افراد و نهادهایی، به اتهام سرکوب سیستماتیک مخالفان، مصادره زمین و دارایی معترضان سیاسی، اقلیت‌های مذهبی و تبعیدی‌ها متهم و تحریم کرد.

### حوزهٔ خودروسازی
1. شرکت شهاب خودرو
2. شرکت شهاب یار
3. شرکت کمباین‌سازی ایران

فعالیت شرکت‌های وابسته به آستان قدس رضوی در زمینهٔ خودروسازی بیشتر بر خودروهای سنگین و حمل و نقل متمرکز است. تأمین قطعات و لوازم یدکی هم از جمله این فعالیت‌هاست. شرکت شهاب خودرو با نام اصلی لیلاند موتورز ایران در سال ۱۳۴۲ تأسیس شد. در سال ۱۳۷۴ تغییر نام داد و آستان قدس سهام آن را در سال ۱۳۷۸ خرید. تولید و فروش اتوبوس، کامیون و تانکر از جمله فعالیت‌های اصلی این شرکت است. این شرکت می‌گوید که اوّلین اتوبوس‌های دو طبقهٔ ایران را تولید کرده و دومین تولیدکنندهٔ اتوبوس در ایران است. آستان قدس در سال ۱۳۷۸ در یک مزایده، ۶۵ درصد از سهام این شرکت را به قیمت حدود ۹ میلیارد تومان خرید، امّا این مبلغ به عنوان بخشی از بدهی دولت به این نهاد در نظر گرفته شد. شرکت شهاب‌یار ارائهٔ خدمات پس از فروش محصولات شهاب خودرو و فروش لوازم و قطعات یدکی را برعهده دارد و شرکت کمباین‌سازی ایران به گفتهٔ آستان قدس بزرگ‌ترین تأمین‌کنندهٔ ماشین‌آلات و تجهیزات کشاورزی در منطقه است.

### حوزهٔ انرژی
۱. شرکت توسعه نفت و گاز رضوی

شرکت توسعه نفت و گاز رضوی که ۴۹ درصد سهام آن در اختیار آستان قدس و ۵۱ درصد آن در مالکیت شستا (شرکت سرمایه‌گذاری سازمان تأمین اجتماعی) است، می‌گوید که در پی کسب جایگاه مناسب در بین ده شرکت نخست تولید و تجارت در صنعت نفت و گاز ایران است. این شرکت مأموریت خود را توسعهٔ میدان‌های نفت و گاز، فعالیت در بازرگانی نفت خام و فرآورده‌های نفتی و سرمایه‌گذاری در طرح‌های پالایشگاهی نفت و گاز و پتروشیمی می‌داند. ساخت پنج دکل حفاری دریایی از جمله پروژه‌های این شرکت در سال ۱۳۹۴ است که به گفتهٔ مدیر عامل آن در قراردادی به ارزش یک میلیارد و صد میلیون دلار به شرکت نفت و گاز رضوی رسیده است.
۲. مهاب قدس

شرکت مهاب قدس یکی از بزرگ‌ترین شرکت‌های مهندسی مشاور و اجرا در زمینهٔ طرح‌های آبی و سدسازی است. این شرکت که زمانی به دلیل ارتباط با برنامه هسته‌ای ایران در فهرست تحریم‌های آمریکا بود، در مرکز مناقشه‌ای قضایی میان آستان قدس و وزارت نیروی ایران قرار دارد. وزارت نیرو می‌گوید که واگذاری بخش اعظم این شرکت به آستان قدس در دولت سابق، چند هزار میلیارد تومان زیر قیمت انجام شده و تلاش می‌کند که مانع از واگذاری آن شود. به گفتهٔ وزیر نیرو، این موضوع در قوه قضائیه مطرح شده و به دستور رهبر ایران در حال رسیدگی است. سهام دولت در شرکت مهاب قدس در زمان ریاست‌جمهوری محمود احمدی‌نژاد بابت بخشی از پیش پرداخت اجرای پروژهٔ خط آهن گرگان-مشهد به شرکت عمران رضوی وابسته به آستان قدس واگذار شد. دولت روحانی از فساد ۱۲ هزار میلیارد تومانی در این پروژه خبر داد و گفت که مصوبه دولت قبل باید لغو شود. به گفتهٔ وزارت نیرو، در حال حاضر این مجموعه در اختیار آستان قدس به عنوان سهامدار اصلی آن است.

### حوزهٔ فناوری اطلاعات و ارتباطات
۱. شرکت مشاوره و خدمات رایانه قدس رضوی
شرکت مشاوره و خدمات رایانه قدس رضوی در تاریخ ۱۳۷۷/۰۳/۲۷ به‌صورت شرکت سهامی خاص تأسیس شد و در تاریخ ۱۳۷۷/۰۴/۲۵ در اداره ثبت شرکت‌ها و مالکیت صنعتی مشهد به شماره ۱۳۱۰۷ به ثبت رسید و در تاریخ ۱۳۸۶/۰۳/۱۰ به شرکت فناوری اطلاعات و ارتباطات رضوی تغییر نام یافت. این شرکت، به منظور ارائه انواع خدمات مبتنی بر فناوری اطلاعات و ارتباطات به مجموعهٔ خانواده آستان قدس رضوی و دیگر بخش‌های جامعه، تأسیس شد. خط مشی کلّی شرکت ارائهٔ محصولات و خدمات کیفی با قیمت مناسب است. ورود به بازار پروژه‌های بزرگ IT و تقویت مشارکت با بخش خصوصی به جهت ارتقای توان فنی و اجرایی شرکت و اصلاح ساختار سازمانی شرکت به منظور حرکت به سمت ساختار پروژه‌محوری و توسعهٔ بازار از اهداف ادّعایی این شرکت است. به‌طوری‌که از سال ۱۳۸۶، مشارکت در اجرای پروژه‌های بزرگ فناوری اطلاعات و ارتباطات در سطح ایران و سرمایه‌گذاری در این حوزه، در سر فصل فعالیت‌های کاری و برنامه‌های میان‌مدّت و بلندمدّت شرکت قرار دارد. شرکت فناوری اطلاعات و ارتباطات رضوی محصولات و خدمات متنوع خود را در زمینه‌های مختلف آی‌تی به سازمان‌ها، شرکت‌ها و مؤسسات داخل و خارج آستان قدس رضوی در سراسر ایران ارائه می‌کند. این شرکت در زمینه‌های نرم‌افزار، سخت‌افزار، شبکه و امنیت فعالیت و در اجرای پروژه‌های بزرگ فناوری اطلاعات و ارتباطات، مشارکت و سرمایه‌گذاری می‌کند.

### حوزهٔ اجتماعی و آموزشی
۱. دانشگاه امام رضا
این دانشگاه غیردولتی اواخر دهه ۱۳۷۰ تأسیس شد و هم‌اکنون در سه دانشکده فنی و مهندسی، معماری و هنرهای اسلامی، و تربیت بدنی، بیش از ۶ هزار دانشجو دارد.
۲. دانشگاه علوم اسلامی رضوی
این دانشگاه از اواسط دهه ۱۳۶۰ تأسیس شده و بر مطالعات اسلامی، فقه و حقوق متمرکز است. به دانشجویان هم‌زمان با دروس دانشگاهی دروس حوزه‌های علمیه نیز تدریس می‌شود. این دانشگاه کمی بیش از هزار دانشجو دارد و تحصیل در آن رایگان است.
۳. دارالقرآن

در این مرکز انواع کلاس‌های آموزشی مذهبی برگزار می‌شود.
۴. بنیاد کرامت رضوی
بنیاد کرامت امام رضا یا بنیاد کرامت رضوی یا بنیاد کرامت یا بنیاد رضوی، از نهادهای وابسته به آستان قدس رضوی است که در سال ۱۳۹۵ با شماره مجوز ۱۰۰/۴۱۲۶۴۷ و با هدف «حل مشکلات ازدواج و معیشتی مردم» تأسیس شده است. این بنیاد در پنج زمینهٔ فرهنگی، تربیتی، ازدواج، اشتغال و درمان فعالیت می‌کند.
۵. مؤسسه تربیت بدنی آستان قدس رضوی

این مؤسسه اواسط دهه ۱۳۷۰ تأسیس شده است و هم‌اکنون در چهار مجتمع مختلف که در مجموع حدود ۲۵ هکتار مساحت دارند، فعالیت می‌کند. سه زمین چمن، چندین سالن چندمنظوره، بزرگ‌ترین سالن تیراندازی ایران و چندین استخر در اختیار تربیت بدنی آستان قدس است. ورزشگاه امام رضا توسط آستان قدس ساخته شده است. در تاریخ ۱۲ تیر ۱۳۹۶ علی اکبر هاشمی جواهری به عنوان مدیرعامل جدید مؤسسه تربیت بدنی آستان قدس رضوی انتخاب شد. پیش از این حسین یوسفی مدیرعامل مؤسسه تربیت بدنی آستان قدس رضوی بود.
۶. بنیاد فرهنگی رضوی
این بنیاد دارای ۱۹ واحد آموزشی است که هفت هزار دانش‌آموز و حدود هزار معلّم دارد.

### حوزهٔ فرهنگی و رسانه‌ای
فعالیت‌های فرهنگی مختلف آستان قدس رضوی زیر نظر یک شورای عالی فرهنگی هماهنگ می‌شود. چندین مؤسسه فرهنگی و رسانه‌ای زیر نظر این نهاد هستند.
۱. موزه‌های آستان قدس

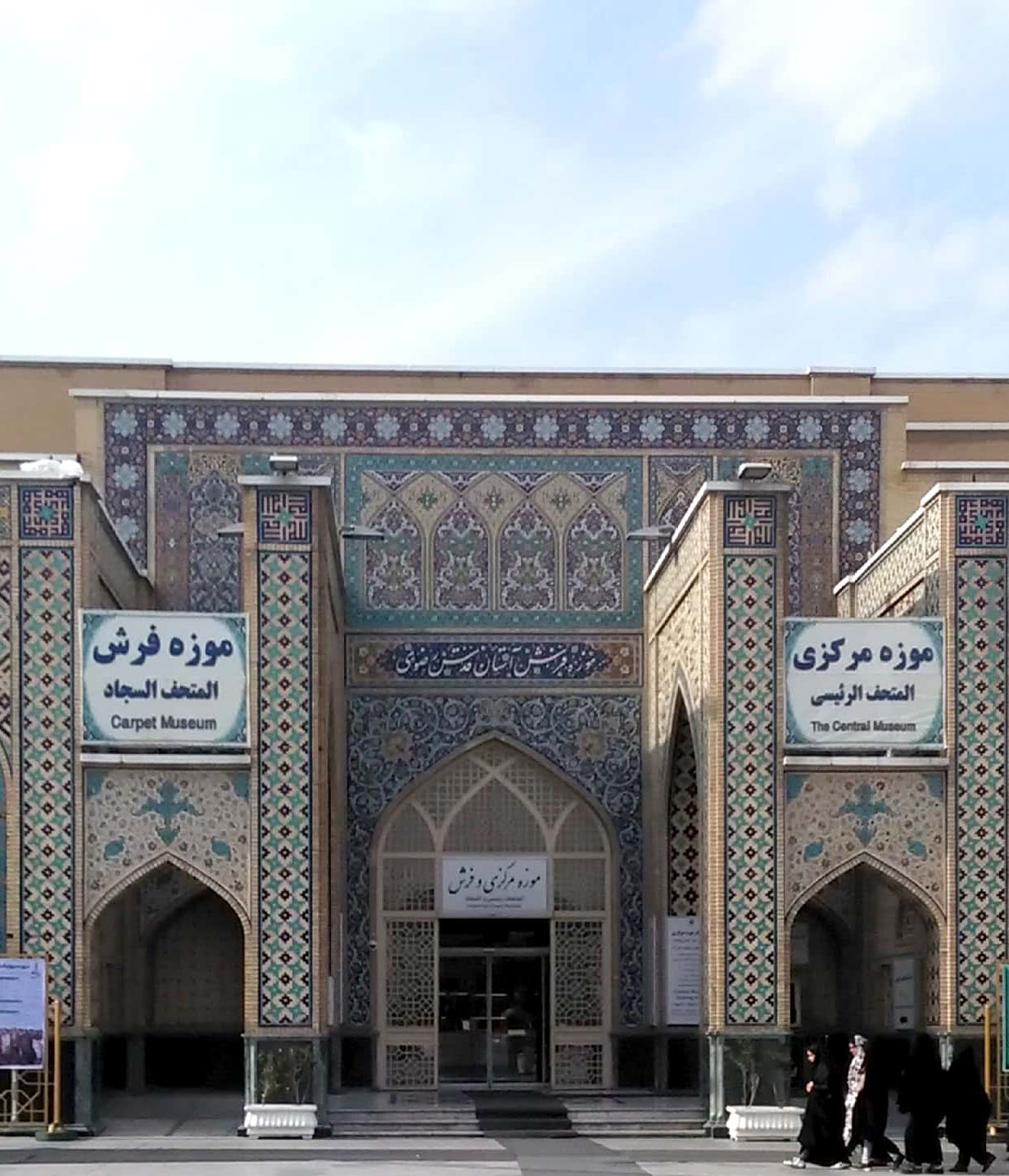
ورودی موزه مرکزی، صحن کوثر

موزه‌های آستان قدس رضوی یکی از مجموعه‌های بزرگ موزه‌ای در ایران است که بناهای تاریخی آن جلوه‌گر شش قرن تزیینات و معماری دورهٔ اسلامی و اشیای تاریخی آن نشان‌دهندهٔ انواع هنرها و صنایع دستی ساخته شده طی ده قرن گذشته است. در حال حاضر موزه‌های آستان قدس در چهار ساختمان مستقر هستند و اشیای به نمایش درآمده در آن‌ها شامل آثار تاریخی حرم و میراث آستان قدس، اشیای وقف و اهدا شده، همچنین اشیای خریداری شده برای تکمیل مجموعه‌هاست.
۲. مؤسسه جوانان

از سال ۱۳۷۶ افتتاح شد و در حوزهٔ تربیت نوجوان و جوان در قالب آموزش‌های غیررسمی فعالیت می‌کند. در این هدف، از بستر اردوگاه‌های فرهنگی و تفریحی، فضای مجازی و… استفاده می‌کند. جدیداً مسابقه‌ای به نام بی‌نهایت شو که زیر نظر مؤسسه جوانان است، تشکیل شده و جشن‌های زیر سایه خورشید، نشست‌های بزم اندیشه، دوره‌های معرفتی، تربیتی و آموزشی هفت روز در بهشت، تربیت مربی و تربیت استاد عقاید و شبکه جوانان رضوی از جمله اقدامات این مؤسسه در سطح کشور و بین‌الملل است.
۳. روزنامهٔ قدس
انتشار روزنامهٔ قدس از سال ۱۳۶۶ آغاز شده و این روزنامه به‌طور سراسری توزیع می‌شود. روزنامهٔ قدس یک وبسایت خبری-تحلیلی نیز دارد و محتوای آن به‌طور تلفنی نیز در دسترس است.
۴. آستان نیوز

خبرگزاری آنلاین آستان قدس رضوی که عمدتاً به اطلاع‌رسانی دربارهٔ امور این نهاد می‌پردازد.
۵. به‌نشر

انتشارات آستان قدس رضوی که تاکنون بیش از ۱۷۰۰ عنوان کتاب منتشر کرده است. این مؤسسه در تهران و مشهد فعالیت دارد و یکی از بزرگ‌ترین موسسه‌های انتشاراتی ایران است.
۶. بنیاد پژوهش‌های اسلامی

در این مجموعه حدود ۱۷۰ نفر در نزدیک به ۲۰ گروه پژوهشی مختلف (از قرآن و حدیث گرفته تا نجوم و جغرافیا و ترجمهٔ زبان‌های اروپایی) فعال هستند.

### حوزهٔ پزشکی و دارویی
۱. دارالشفای امام رضا

این مرکز در زمینی که در دوران صفویه وقف شده بود، ساخته شده است. دارالشفا مجتمعی بیمارستانی در نزدیکی آرامگاه علی بن موسی الرضا است که بیش از ۴ هزار مترمربع وسعت دارد و عمدتاً به ارائهٔ خدمات درمانی به زائران اختصاص دارد. به گفتهٔ یکی از مقام‌های آن این مرکز تا ۳ هزار زائر در روز را پذیرش کرده است. این مرکز کلینیک‌های تخصصی نیز دارد.
۲. بیمارستان رضوی
بیمارستان رضوی اواسط دهه ۱۳۸۰ افتتاح شده است و در زمینی به وسعت ۳۹ هکتار نزدیک به ۹۰ هزار مترمربع زیربنا دارد. در این بیمارستان خدمات درمانی جامعی از جمله شیوه‌های پزشکی هسته‌ای برای درمان سرطان ارائه می‌شود. این بیمارستان واحدهای اختصاصی (VIP) نیز دارد.
۳. مؤسسه خدمات دارویی رضوی

مؤسسه خدمات دارویی رضوی در اسفند ماه سال ۱۳۶۲ به عنوان زیرمجموعه‌ای از آستان قدس افتتاح شد. فعالیت‌های این مؤسسه بر اساس تأمین داروهای مورد نیاز داروخانه از منابع داخلی و در صورت امکان از منابع خارجی، تأمین اقلام بهداشتی، فراهم نمودن امکانات آموزشی برای دانشجویان دانشکده داروسازی با نظر هیئت مدیره و تهیه و ساخت انواع داروهای ترکیبی دستوری است. این مؤسسه داروخانه‌ای شبانه‌روزی در نزدیکی آرامگاه علی بن موسی الرضا دارد که روزانه به حدود هزار نفر خدمات ارائه می‌دهد. این مؤسسه بر تأمین داروهای بیماران سرطانی و شیمی درمانی تمرکز دارد. همچنین یک واحد گیاهان دارویی نیز دارد که به تولید و توزیع گیاهان دارویی و آموزش «طب سنتی» می‌پردازد. همچنین گواهی اهتمام به کیفیت توسط وزارت بهداشت و درمان ایران در سال ۹۵ به این داروخانه اعطا شد و بدین‌وسیله مؤسسه خدمات دارویی رضوی جزو ۱۰ داروخانهٔ برتر ایران قرار گرفت.
۴. داروسازی ثامن

شرکت داروسازی ثامن در سال ۱۳۷۱ افتتاح شده است. تولید داروهای بیوتکنولوژیک از جمله فعالیت‌های این شرکت است.

#### داروهای آلوده شرکت ثامن
تولید محلول آلوده دیالیز در شرکت داروسازی ثامن، وابسته به آستان قدس رضوی، باعث مسمومیت شدید بیماران کلیوی در ایران شد و حداقل ۱۰ نفر در پی مصرف این داروها جان باختند.
روابط عمومی این شرکت در پاسخ به تماس صورت‌گرفته اعلام کرد: «طبق دستور وزارت بهداشت، درمان و آموزش پزشکی، کشور و آستان قدس رضوی، اجازهٔ صحبت و گفت‌وگو در این‌باره را نداریم.»
شرکت ثامن، وابسته به آستان قدس رضوی، از مجموعه‌های تحت نظر خامنه‌ای رهبر جمهوری اسلامی است. همزمان گزارش شد که ۱۶ قلم داروی شرکت داروسازی «اسوه» با مواد اوّلیه تاریخ گذشته تولید و وارد بازار شده بود.

### حوزهٔ چاپ و نشر
1. مؤسسه چاپ و انتشارات آستان قدس رضوی
2. کتابخانه

در کتابخانهٔ آستان قدس رضوی نسخ‌های خطی ارزشمندی وجود دارد.

### حوزهٔ خدماتی و زیارتی

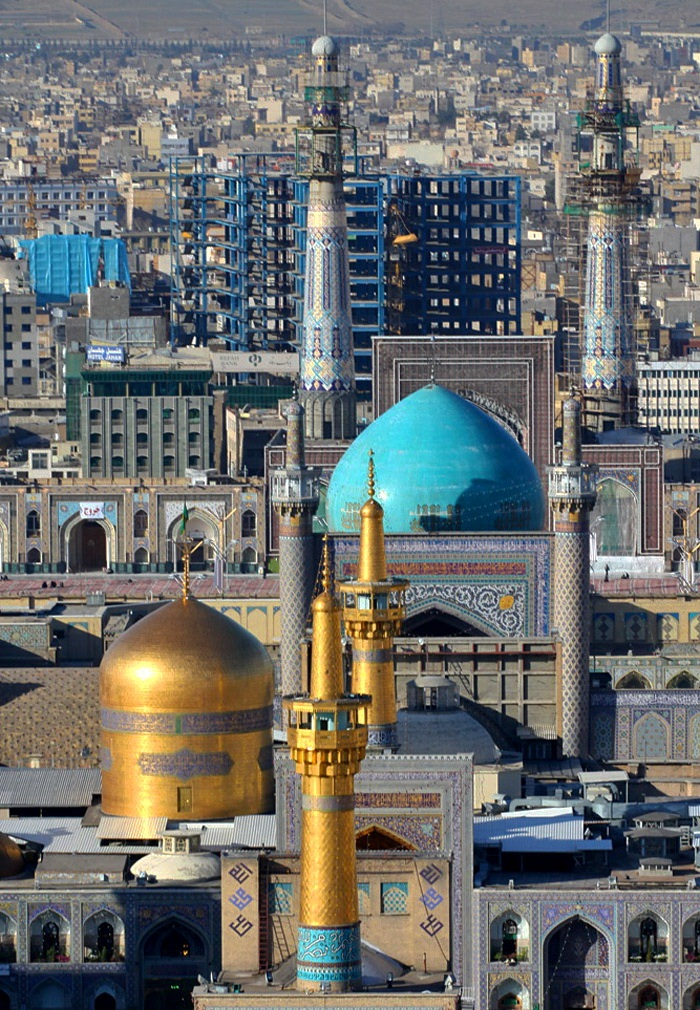
آرامگاه امام هشتم شیعیان

آستان قدس رضوی نذرها و موقوفه‌های مردم را دریافت می‌کند. کسانی که امکان سفر به مشهد را ندارند، می‌توانند با ثبت‌نام آنلاین بخواهند کسی به نیابت از آن‌ها آرامگاه علی بن موسی الرضا را زیارت کند. آستان قدس می‌گوید این زیارت نیابتی ظرف یک تا دو هفته انجام می‌شود و پس از آن به درخواست‌کننده ایمیلی برای تأیید زیارتش ارسال می‌شود. آستان قدس رضوی این امکان را ایجاده کرده که بتوان صدا و تصویر آرامگاه امام هشتم شیعیان را به‌طور زنده در اینترنت دنبال کرد. همچنین با ارائهٔ تصاویر تعاملی سراسرنما (پانوراما) از آرامگاه امام هشتم شیعیان کاربران می‌توانند به «زیارت مجازی» بپردازند.

## فساد مالی
اسناد افشا شده نشان می‌دهد که آستان قدس رضوی، نهاد اقتصادی وابسته به خامنه‌ای، با ارز دولتی، ۲۰۰ هزار حلقه لاستیک وارد کرده که در این فرایند، ۲۲ میلیون دلار مفقود شده است. در همین حال، عاملان این قرارداد در دولت ابراهیم رئیسی به سمت‌های مختلف منصوب شده‌اند. بر اساس یک سند افشا شده، در خرداد ماه ۱۳۹۸ شرکت «مدیریت زنجیره تأمین رضوی» به مدیریت «علیرضا پیمان پاک» در قراردادی با شرکت «توسعه تجارت دلفین» به مدیریت «محمد ذوالفقاری» توافق کردند با ارز دولتی چهار هزار و ۲۰۰ تومانی، ۲۰۰ هزار حلقه لاستیک از امارات و چین وارد کنند.
سید ابراهیم رئیسی تولیت آستان قدس در فیلم تبلیغاتی خود در اردیبهشت ۹۶، قائم مقام آستان قدس مهدی عزیزیان را به فساد مالی متهم کرد. با درگذشت واعظ طبسی و روی کار آمدن رئیسی، عزیزیان از سمت قائم‌مقامی عزل و در دادگستری تهران پرونده‌ای برای رسیدگی به اتهامات مالی وی تشکیل شد. به گفتهٔ رئیسی، مهدی عزیزیان یک ماه پس از تشکیل پرونده از کشور فرار کرد.

## تحریم
وزارت خزانه‌داری آمریکا در ۱۳ ژانویه ۲۰۲۱، ۳ تن و ۱۶ نهاد جمهوری اسلامی در تازه‌ترین فهرست تحریم‌های خود قرار داد؛ از جمله:
- شرکت مدیریت زنجیره تأمین رضوی[۱۳][۲۰]
- شرکت فناوری اطلاعات و ارتباطات رضوی[۱۳][۲۰]
- سازمان اقتصادی رضوی[۱۳][۲۰]
- شرکت کارگزاری بورس اوراق بهادار رضوی[۱۳][۲۰]
- شرکت کاشی سنتی قدس رضوی[۱۳][۲۰]

در بیانیه وزارت خزانه‌داری آمریکا تأکید شده است که افراد و نهادهایی تحریم‌شده، به سرکوب سیستماتیک مخالفان، مصادرهٔ زمین و دارایی معترضان سیاسی، اقلیت‌های مذهبی و تبعیدی‌ها متهم شده‌اند.
استیون منوچین، وزیر خزانه‌داری آمریکا در این‌باره گفت: «این مؤسسه‌ها طبقهٔ خواص (حکومت) ایران را قادر می‌کنند که یک نظام فاسد مالکیت بر بخش‌های بزرگی از اقتصاد ایران را حفظ کنند. ایالات متحده به هدف گرفتن کسانی که ادّعا می‌کنند به مردم ایران کمک می‌کنند ولی ثروت خود را افزایش می‌دهند، ادامه می‌دهد.»